# HMS Diomede (D92)
«Дайоміді» (D92) (англ. HMS Diomede (D92) — військовий корабель, легкий крейсер типу «Данае» Королівського військово-морського флоту Великої Британії за часів Другої світової війни.

## Історія створення
Легкий крейсер «Дайоміді» був закладений 3 червня 1918 року на верфі компанії Vickers Limited у Барроу-ін-Фернес і добудовувався у корабельнях HMNB Portsmouth на ВМБ Портсмут. 29 квітня 1919 року корабель був спущений на воду, а 24 лютого 1924 року увійшов до складу Королівських ВМС Великої Британії.

## Історія служби
Після вступу до строю «Дайоміді» призначений до складу угруповання британських кораблів на Китайській станції. У 1925 році переданий до Новозеландської дивізії Королівського флоту.
У 1931 році крейсер надавав допомогу новозеландському містечку Нейпір, після сильного землетрусу в Хокс-Бей, в оперативній групі зі шлюпом «Вероніка» та крейсером «Данідін».
У березні 1937 року до Окленда, в якому базувалися крейсери типу «D» «Дайоміді» і «Данідін» Новозеландської дивізії Королівського флоту, їм на заміну прибули новітні легкі крейсери «Ліндер» та «Акіліз».
Напередодні Другої світової війни у зв'язку зі зростанням ймовірності конфлікту в Європі «Дайоміді» був виведений з резерву, де перебував з 1937 року до складу Домашнього флоту. 3 вересня 1939 року був у 7-ій крейсерській ескадрі, виконував завдання Північного патруля. В 1940 році перед відправленням 7-ї крейсерської ескадри у Середземне море у світлі італійської загрози «Дайоміді» перевели до 8-ї крейсерської ескадри на Північноамериканську та Західно-Індійську Станцію британського флоту для захисту судноплавства та патрулювання.
8 грудня 1940 року крейсер переслідував німецького проривача блокади «Ідарвальда» з Тампіко, Мексика. Але німецькому екіпажу вантажного судно вдалося підпалити свій корабель та затопити біля мису Кабо-Коррієнтес, Куба. Американський есмінець «Стюртевант» спостерігав за процесом.